# Olga Ravn
Olga Sofia Ravn (geb. 27. September 1986 in Kopenhagen) ist eine dänische Schriftstellerin, Lyrikerin, Übersetzerin und Literaturkritikerin. Sie zählt zu den bedeutendsten zeitgenössischen Autorinnen Dänemarks. Internationale Bekanntheit erlangte sie insbesondere mit ihrem Roman De ansatte (The Employees), der 2021 für den International Booker Prize nominiert wurde.

## Leben und Ausbildung
Olga Ravn wurde als Tochter der Sängerin Anne Dorte Michelsen und des Künstlers Peter Ravn in Kopenhagen geboren. Sie studierte an der renommierten Forfatterskolen, der dänischen Autorenschule, und schloss ihr Studium 2010 ab. Ravn lebt und arbeitet in Kopenhagen.

## Werk und literarisches Schaffen
Olga Ravn gilt als eine der wichtigsten Stimmen der dänischen Gegenwartsliteratur. Ihre Werke zeichnen sich durch eine experimentelle Form, poetische Sprache und die Reflexion gesellschaftlicher Themen wie Arbeit, Mutterschaft, Identität und das Verhältnis von Mensch und Technik aus
Sie verbindet feministische Perspektiven mit literarischer Innovation und genießt breite internationale Anerkennung.

## Lyrik
Ravn begann ihre literarische Karriere mit Gedichten, die ab 2008 in dänischen Literaturzeitschriften erschienen
Ihr Debütband Jeg æder mig selv som lyng (Ich verschlinge mich selbst wie Heidekraut, 2012) befasst sich mit dem weiblichen Körper, Freundschaft, Liebe und Sexualität und wurde von der Kritik als "rhythmisch, spielerisch, sinnlich und bildreich" gelobt. Es folgten weitere Lyrikbände wie Den hvide rose (2016), den Ravn selbst als "Trauerbuch über totale und herzzerreißende Einsamkeit" beschreibt.

## Romane
Ihr erster Roman Celestine erschien 2015 und erzählt die Geschichte einer Lehrerin, die von einem Geistermädchen besessen wird. Das Buch wurde für seine dichte Bildsprache und psychologische Tiefe gelobt.
Mit De ansatte (The Employees, 2018; engl. 2020) gelang Ravn der internationale Durchbruch. Der Roman spielt auf einem Raumschiff, dessen Crew sowohl aus Menschen als auch aus Humanoiden besteht. Die Ankunft mysteriöser Objekte löst bei allen Besatzungsmitgliedern existenzielle Fragen über Arbeit, Identität und Menschsein aus. Das Werk wurde als postmoderner Arbeitsroman und als Reflexion über das Menschliche im Zeitalter von Technik und künstlicher Intelligenz rezipiert.
Es wurde für zahlreiche internationale Preise nominiert und in über 25 Sprachen übersetzt.
2020 veröffentlichte Ravn den Roman Mit arbejde (Meine Arbeit), der sich mit Mutterschaft, Arbeit und Identität auseinandersetzt. Die fragmentarische Form verbindet Prosa, Lyrik, Tagebucheinträge und Briefe und wurde als radikale Weiterentwicklung feministischer Literatur gewürdigt.
2023 erschien Voksbarnet (Das Wachskind), ein Roman, der auf Hexenprozessen des 17. Jahrhunderts basiert.

## Weitere  literarische Aktivitäten
Olga Ravn arbeitet als Literaturkritikerin, unter anderem für die Zeitung Politiken, und unterrichtet kreatives Schreiben
Sie war zudem Herausgeberin einer Auswahl vergessener Texte von Tove Ditlevsen, die eine Wiederentdeckung der Autorin anstieß. Zusammen mit Johanne Lykke Holm leitete sie von 2015 bis 2019 die feministische Schreibschule und Performancegruppe Hekseskolen
.

## Auszeichnungen (Auswahl)
- 2019: Beatrice-Preis
- 2021: Shortlist International Booker Prize für The Employees
- 2022: Longlist National Book Award
- 2022: Shortlist Ursula K. Le Guin Prize

## Werke (Auswahl)
| Jahr | Titel (dänisch)            | Titel (deutsch/englisch)                                                  | Gattung |
| ---- | -------------------------- | ------------------------------------------------------------------------- | ------- |
| 2012 | Jeg æder mig selv som lyng | Ich verschlinge mich selbst wie Heidekraut / I Devour Myself Like Heather | Lyrik   |
| 2015 | Celestine                  | Celestine                                                                 | Roman   |
| 2016 | Den hvide rose             | Die weiße Rose                                                            | Lyrik   |
| 2018 | De ansatte                 | Die Angestellten / The Employees                                          | Roman   |
| 2020 | Mit arbejde                | Meine Arbeit / My Work                                                    | Roman   |
| 2023 | Voksbarnet                 | Das Wachskind / The Wax Child                                             | Roman   |

## Deutschsprachige Hörspielbearbeitung
- 2025: Die Angestellten – Übersetzung: Alexander Sitzmann; Bearbeitung (Wort): Raha Emami Khansari, Henri Hüster; Regie: Henri Hüster (Deutschlandfunk Kultur (Deutschlandradio))[6]